# Harold Devine
Harold Devine est un boxeur américain né le 18 mai 1909 à New Haven, Connecticut, et mort le 29 avril 1998 à Worcester, Massachusetts.

## Carrière
Champion des États-Unis de boxe amateur en 1928 dans la catégorie poids plumes, il remporte également la médaille de bronze aux Jeux d'Amsterdam la même année. Après avoir battu Fausto Montefiore et Kaarlo Vakeva, Devine s'incline en demi-finale contre le néerlandais Bep van Klaveren. 

## Palmarès

### Jeux olympiques
- Jeux olympiques de 1928 à Amsterdam[1] (poids plumes)

## Référence
1. ↑  (en) Résultats des Jeux olympiques 1928 (amateur-boxing.strefa.pl)